# Леонов, Александр Алексеевич
Александр Алексеевич Леонов — советский хозяйственный, государственный и политический деятель.

## Биография
Родился в 1939 году в Кыштыме. Член КПСС.
С 1961 года — на хозяйственной, общественной и политической работе. В 1961—1991 гг. — инженер, зам. начальника цеха на машиностроительном заводе им. М. И. Калинина, 2-й, 1-й секретарь Орджоникидзевского райкома ВЛКСМ, секретарь парткома, главный инженер на машиностроительном заводе им. М. И. Калинина, 1-й секретарь Орджоникидзевского райкома КПСС, 2-й секретарь Свердловского горкома КПСС, заместитель, 1-й заместитель председателя Свердловского облисполкома, заместитель председателя Правительства Свердловской области по социальным вопросам.
Умер в Екатеринбурге 22 декабря 1991 года, похоронен на Широкореченском кладбище.